# Канпур (округ)
Канпур (англ. Kanpur) — округ в индийском штате Уттар-Прадеш. Административный центр — город Канпур. Площадь округа — 3029 км². По данным всеиндийской переписи 2001 года население округа составляло 4 167 999 человек. Уровень грамотности взрослого населения составлял 74,37 %, что значительно выше среднеиндийского уровня (59,5 %).